# John Howard Van Amringe

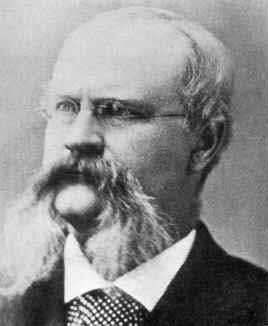
John Howard Van Amringe

John Howard Van Amringe, genannt Van Am, (* 3. April 1835 in Philadelphia; † 10. September 1910 in Morristown (New Jersey)) war ein US-amerikanischer Mathematiker.

## Leben
Die Familie zog 1841 nach New York City und Van Amringe und studierte 1854 bis 1856 an der Yale University. Danach war er Mathematiklehrer, bevor er 1858 sein Studium am Columbia College wieder aufnahm mit dem Bachelor-Abschluss 1860 und dem Master-Abschluss 1863. Schon während des Studiums unterrichtete er Griechisch, Latein und andere Fächer am Columbia College. 1860 wurde er Tutor für Mathematik und 1863 Adjunct Professor, 1865 Professor in der School of Mines und 1873 in der School of Arts. 1892 bis zur Emeritierung 1910 stand er der Mathematik-Fakultät vor.
1888 bis 1890 war er der erste Präsident der American Mathematical Society.